# François Gnonhossou
François Xavier Ghanbodè Gnonhossou SMA (ur. 3 grudnia 1961 w Dassa-Zoumé) – beniński duchowny katolicki, biskup Dassa-Zoumé od 2015.

## Życiorys
Święcenia kapłańskie otrzymał 26 lipca 1997 w Stowarzyszeniu Misji Afrykańskich. Po rocznym kursie przygotowawczym wyjechał do Nigerii i rozpoczął pracę w misji w Guffanti. W latach 2003–2004 studiował w Paryżu, a w kolejnych latach był zastępcą przełożonego i przełożonym dystryktu ds. formacji w Afryce. W latach 2009–2013 pracował w kilku kanadyjskich parafiach, a w 2013 został radnym generalnym stowarzyszenia.
12 lutego 2015 papież Franciszek mianował go ordynariuszem diecezji Dassa-Zoumé. Sakry udzielił mu 28 marca 2015 nuncjusz apostolski w Beninie - arcybiskup Brian Udaigwe.